# Benjamin H. Kline
Benjamin H. Kline, de son vrai nom Benjamin Harrison Kline, est un directeur de la photographie et un réalisateur américain né le 11 juillet 1894 à Birmingham (Alabama) et mort le 7 janvier 1974 à Hollywood (Californie).

## Biographie
C'est le père de Richard H. Kline, lui aussi directeur de la photographie.

### Carrière
Il a aussi travaillé beaucoup pour la télévision, par exemple sur une soixantaine d'épisodes de la série Le Virginien ou sur plus de 80 épisodes de la série La Grande Caravane, ainsi que sur certains épisodes de L'Homme de fer ou de Blondie (en).

## Filmographie

### Réalisateur
- 1931 : The Galloping Ghost (serial)
- 1943 : Cowboy in the Clouds (en)
- 1944 : Sundown Valley (en)
- 1944 : Saddle Leather Law (en)
- 1944 : Cyclone Prairie Rangers (en)
- 1944 : Cowboy from Lonesome River (en)
- 1945 : Sagebrush Heroes (en)

### Directeur de la photographie

#### Années 1920
- 1920 : L'Obstacle (Hitchin' Posts) de John Ford
- 1920 : Honor Bound de Jacques Jaccard
- 1920 : The Marriage Pit de Frederick A. Thomson
- 1920 : The Red Lane de Lynn Reynolds
- 1921 : A Ridin' Romeo de George Marshall
- 1921 : After Your Own Heart de George Marshall
- 1921 : Big Town Round-Up de Lynn Reynolds
- 1921 : Hands Off de George Marshall
- 1921 : The Lady from Longacre de George Marshall
- 1921 : The Night Horsemen de Lynn Reynolds
- 1921 : The Road Demon de Lynn Reynolds
- 1921 : The Rough Diamond de Edward Sedgwick
- 1921 : Trailin' de Lynn Reynolds
- 1922 : Chasing the Moon de Edward Sedgwick
- 1922 : L'Aigle (Sky High) de Lynn Reynolds
- 1922 : Up and Going de Lynn Reynolds
- 1922 : The Flaming Hour de Edward Sedgwick
- 1922 : Up and Going de Lynn Reynolds
- 1922 : Wolf Law de Stuart Paton
- 1923 : A Chapter in Her Life de Lois Weber
- 1923 : Crossed Wires de King Baggot
- 1923 : McGuire of the Mounted de Richard Stanton
- 1923 : Pure Grit de Nat Ross
- 1923 : The Bolted Door de William Worthington
- 1923 : The First Degree de Edward Sedgwick
- 1923 : The Six-Fifty de Nat Ross
- 1923 : The Untameable de Herbert Blaché
- 1924 : Black Gold de Forrest Sheldon
- 1925 : Daring Days de John B. O'Brien
- 1925 : The Outlaw's Daughter de John B. O'Brien
- 1925 : The Scarlet West de John G. Adolfi
- 1927 : Red Clay de Ernst Laemmle
- 1927 : Sensation Seekers de Lois Weber
- 1927 : Le Perroquet chinois (The Chinese Parrot) de Paul Leni
- 1928 : The Count of Ten de James Flood

#### Années 1930
- 1930 : Call of the West d'Albert Ray
- 1930 : Journey's End de James Whale
- 1930 : Le Quartier des amoureux (Peacock Alley) de Marcel De Sano
- 1930 : The Last of the Lone Wolf de Richard Boleslawski
- 1930 : Trois de la cavalerie (Troopers Three) de B. Reeves Eason
- 1930 : The Phantom of the West de D. Ross Lederman
- 1931 : Branded de D. Ross Lederman
- 1931 : Le Roi de la jungle (King of the Wild) de B. Reeves Eason et Richard Thorpe
- 1931 : Riding for Justice de D. Ross Lederman
- 1931 : Shotgun Pass de J. P. McGowan
- 1931 : The Fighting Marshal de D. Ross Lederman
- 1931 : The Lightning Warrior (en) de Benjamin H. Kline et Armand Schaefer
- 1931 : The Range Feud de D. Ross Lederman
- 1931 : The Vanishing Legion de B. Reeves Eason
- 1932 : Hors-bord C-67 (Speed Demon) de D. Ross Lederman
- 1932 : Daring Danger (en) de D. Ross Lederman
- 1932 : End of the Trail (en) de  D. Ross Lederman
- 1932 : Hello Trouble de Lambert Hillyer
- 1932 : McKenna of the Mounted de D. Ross Lederman
- 1932 : South of the Rio Grande de Lambert Hillyer
- 1932 : Texas Cyclone de D. Ross Lederman
- 1932 : The Fighting Fool de Lambert Hillyer
- 1932 : The Final Edition de Howard Higgin
- 1932 : The Last Man de Howard Higgin
- 1932 : The Riding Tornado de D. Ross Lederman
- 1932 : L'Aigle de la mort (The Shadow of the Eagle) de Ford Beebe et B. Reeves Eason
- 1932 : The Western Code de John P. McCarthy
- 1932 : La Loi du coup de poing de D. Ross Lederman
- 1932 : War Correspondent de Paul Sloane
- 1933 : Dangerous Crossroads de Lambert Hillyer
- 1933 : East of Fifth Avenue d'Albert S. Rogell
- 1933 : Hold the Press de Phil Rosen
- 1933 : King of the Wild Horses (en) de Earl Haley
- 1933 : My Woman de Victor Schertzinger
- 1933 : Parole Girl de Eddie Cline
- 1933 : Police Car 17 (en) de Lambert Hillyer
- 1933 : Silent Men (en) de D. Ross Lederman
- 1933 : Speed Demon de D. Ross Lederman
- 1933 : State Trooper de D. Ross Lederman
- 1933 : The California Trail (en) de Lambert Hillyer
- 1933 : The Woman I Stole de Irving Cummings
- 1933 : The Wrecker d'Albert S. Rogell
- 1933 : When Strangers Marry de Clarence Badger
- 1934 : Fog d'Albert S. Rogell
- 1934 : Girl in Danger de D. Ross Lederman
- 1934 : Hell Bent for Love de D. Ross Lederman
- 1934 : I'll Fix It de R. William Neill
- 1934 : Let's Fall in Love de David Burton
- 1934 : Man Trailer de Lambert Hillyer
- 1934 : Shadows of Sing Sing de Phil Rosen
- 1934 : The Hell Cat d'Albert S. Rogell
- 1934 : The Line Up de Howard Higgin
- 1934 : The Ninth Guest de R. William Neill
- 1934 : The Party's Over (en) de Walter Lang
- 1934 : The Prescott Kid de David Selman (en)
- 1934 : Whirlpool de R. William Neill
- 1934 : Whom the Gods Destroy (en) de Walter Lang
- 1935 : Gallant Defender (en) de David Selman (en)
- 1935 : Guard That Girl! de Lambert Hillyer
- 1935 : In Spite of Danger de Lambert Hillyer
- 1935 : Law Beyond the Range de Ford Beebe
- 1935 : Men of the Hour de Lambert Hillyer
- 1935 : Restless Knights (en) de Charles Lamont
- 1935 : Riding Wild de David Selman (en)
- 1935 : Superspeed de Lambert Hillyer
- 1935 : The Awakening of Jim Burke de Lambert Hillyer
- 1935 : The Revenge Rider de David Selman (en)
- 1935 : Three Little Beers (en) de Del Lord
- 1935 : White Lies de Leo Bulgakov
- 1936 : End of the Trail (en) d'Erle C. Kenton
- 1936 : Panic on the Air de D. Ross Lederman
- 1936 : L'Orgueil des marines de D. Ross Lederman
- 1936 : Slippery Silks de Jack White
- 1936 : Whoops, I'm an Indian de Del Lord
- 1937 : A Dangerous Adventure de D. Ross Lederman
- 1937 : All-American Sweetheart de Lambert Hillyer
- 1937 : Speed to Spare de Lambert Hillyer
- 1937 : The Frame-Up de D. Ross Lederman
- 1937 : The Game That Kills de D. Ross Lederman
- 1937 : Westbound Mail de Folmar Blangsted
- 1938 : Call of the Rockies (en) d'Alan James
- 1938 : Extortion de Lambert Hillyer
- 1938 : Juvenile Court de D. Ross Lederman
- 1938 : Law of the Plains de Sam Nelson
- 1938 : Un amour de gosse (Little Miss Roughneck) d'Aubrey Scotto
- 1938 : South of Arizona de Sam Nelson
- 1938 : The Colorado Trail de Sam Nelson
- 1938 : The Great Adventures of Wild Bill Hickok (en) de Mack V. Wright
- 1938 : West of Cheyenne de Sam Nelson
- 1938 : Women in Prison de Lambert Hillyer
- 1939 : A Woman Is the Judge de Nick Grinde
- 1939 : Les policiers de l'air (en) (Flying G-Men) de James W. Horne et Ray Taylor
- 1939 : Homicide Bureau de C. C. Coleman Jr.
- 1939 : Konga, the Wild Stallion de Sam Nelson
- 1939 : Mandrake the Magician de Sam Nelson
- 1939 : Overland with Kit Carson de Sam Nelson
- 1939 : The Man from Sundown de Sam Nelson
- 1939 : The Man They Could Not Hang de Nick Grinde
- 1939 : Western Caravans de Sam Nelson

#### Années 1940
- 1940 : Babies For Sale de Charles T. Barton
- 1940 : Before I Hang de Nick Grinde
- 1940 : Cafe Hostess de Sidney Salkow
- 1940 : Convicted Woman de Nick Grinde
- 1940 : Five Little Peppers in Trouble de Charles T. Barton
- 1940 : Island of Doomed Men de Charles T. Barton
- 1940 : Men Without Souls de Nick Grinde
- 1940 : My Son Is Guilty de Charles T. Barton
- 1940 : Nobody's Children de Charles T. Barton
- 1940 : Out West with the Peppers de Charles T. Barton
- 1940 : Scandal Sheet de Nick Grinde
- 1940 : The Man with Nine Lives de Nick Grinde
- 1941 : Hands Across the Rockies de Lambert Hillyer
- 1941 : King of Dodge City (en) de Lambert Hillyer
- 1941 : Mystery Ship de Lew Landers
- 1941 : North from the Lone Star (en) de Lambert Hillyer
- 1941 : Prairie Stranger de Lambert Hillyer
- 1941 : Redhead de Edward L. Cahn
- 1941 : Roaring Frontiers (en) de Lambert Hillyer
- 1941 : The Big Boss de Charles T. Barton
- 1941 : The Medico of Painted Springs (en) de Lambert Hillyer
- 1941 : Thunder over the Prairie de Lambert Hillyer
- 1942 : Bad Men of the Hills de William Berke
- 1942 : Lawless Plainsmen de William Berke
- 1942 : Overland To Deadwood de William Berke
- 1942 : Prairie Gunsmoke de Lambert Hillyer
- 1942 : Riders of the Badlands (en) de Howard Bretherton
- 1942 : Riders of the Northland de William Berke
- 1942 : Riding Through Nevada de William Berke
- 1942 : The Lone Prairie (en) de William Berke
- 1942 : The Lone Star Vigilantes de Wallace Fox
- 1942 : The Son of Davy Crockett de Lambert Hillyer
- 1943 : Frontier Fury de William Berke
- 1943 : Hail To the Rangers de William Berke
- 1943 : Law of the Northwest de William Berke
- 1943 : Riders of the Northwest Mounted (en) de William Berke
- 1943 : Robin Hood of the Range de William Berke
- 1943 : Saddles and Sagebrush (en) de William Berke
- 1943 : Silver City Raiders (en) de William Berke
- 1943 : The Fighting Buckaroo de William Berke
- 1943 : The Vigilantes Ride (en) de William Berke
- 1944 : Ever Since Venus de Arthur Dreifuss
- 1944 : I'm from Arkansas de Lew Landers
- 1944 : Riding West de William Berke
- 1944 : She's a Soldier Too de William Castle
- 1944 : Wyoming Hurricane (en) de William Berke
- 1945 : Arson Squad de Lew Landers
- 1945 : Club Havana de Edgar G. Ulmer
- 1945 : Détour d'Edgar G. Ulmer
- 1945 : How Doooo You Do!!! de Ralph Murphy
- 1945 : I Ring Doorbells de Frank Strayer
- 1945 : Let's Go Steady de Del Lord
- 1945 : She's a Sweetheart de Del Lord
- 1945 : Tahiti Nights de Will Jason (en)
- 1945 : Ten Cents a Dance de Will Jason (en)
- 1946 : Cœur de gosses (Rolling Home) de William Berke
- 1946 : Dangerous Millions de James Tinling
- 1946 : Deadline for Murder de James Tinling
- 1946 : Don Ricardo Returns de Terry O. Morse
- 1946 : Joe Palooka, Champ de Reginald Le Borg
- 1946 : Rendezvous 24 de James Tinling
- 1946 : Strange Journey de James Tinling
- 1947 : Backlash (en) de Eugene J. Forde
- 1947 : Danger Street de Lew Landers
- 1947 : Jewels of Brandenburg de Eugene J. Forde
- 1947 : Rolling Home de William Berke
- 1947 : Roses Are Red de James Tinling
- 1947 : Second Chance de James Tinling
- 1947 : Shoot to Kill de William Berke
- 1947 : The Crimson Key de Eugene J. Forde
- 1947 : The Invisible Wall de Eugene J. Forde
- 1947 : Trail of the Mounties (en) de Howard Bretherton
- 1947 : Where the North Begins de Howard Bretherton
- 1948 : Arthur Takes Over de Malcolm St. Clair
- 1948 : Dangerous Years de Arthur Pierson
- 1948 : Fighting Back de Malcolm St. Clair
- 1948 : Half Past Midnight de William F. Claxton
- 1948 : Last of the Wild Horses de Robert L. Lippert
- 1948 : Night Wind de James Tinling
- 1948 : Trouble Preferred de James Tinling
- 1949 : Apache Chief de Frank McDonald
- 1949 : Miss Mink of 1949 de Glenn Tryon
- 1949 : Omoo-Omoo the Shark God (en) de Leon Leonard
- 1949 : The Judge de Elmer Clifton
- 1949 : Tough Assignment de William Beaudine
- 1949 : Treasure of Monte Cristo de William Berke
- 1949 : Tucson de William F. Claxton

#### Années 1950
- 1950 : Everybody's Dancin' de Will Jason (en)
- 1950 : Holiday Rhythm de Jack Scholl
- 1950 : Operation Haylift de William Berke
- 1951 : Sword of d'Artagnan de Budd Boetticher
- 1953 : City on a Hunt de Charles Bennett
- 1956 : Cha-Cha-Cha Boom de Fred F. Sears
- 1956 : Don't Knock the Rock de Fred F. Sears
- 1956 : Meurtres à Miami de Fred F. Sears
- 1956 : Rock Around the Clock de Fred F. Sears
- 1956 : Rumble on the Docks de Fred F. Sears
- 1956 : Secret of Treasure Mountain de Seymour Friedman
- 1957 : Calypso Heat Wave de Fred F. Sears
- 1957 : Escape from San Quentin de Fred F. Sears
- 1957 : The Giant Claw de Fred F. Sears
- 1957 : The Man Who Turned to Stone de Leslie Kardos
- 1957 : The Night the World Exploded de Fred F. Sears
- 1957 : The Tijuana Story de Leslie Kardos
- 1957 : The Zombies of Morata de Edward L. Cahn
- 1957 : Utah Blaine de Fred F. Sears
- 1958 : Badman's Country de Fred F. Sears
- 1958 : Crash Landing de Fred F. Sears
- 1958 : Going Steady de Fred F. Sears
- 1958 : The World Was His Jury de Fred F. Sears
- 1966 : Frankenstein et les faux-monnayeurs de Earl Bellamy